# Bear Butte
Bear Butte er et markant, fritliggende højdedrag på prærien i den nordøstlige udkant af Black Hills, Meade amt, South Dakota. Nærmeste by er Sturgis.
Stedet kaldes Mato Paha af lakotaer:Item 1  og Noahvose af cheyenner.:36  Det er af særlig betydning for begge de oprindelige folk, især cheyennerne. Det var her, at cheyennernes mytologiske samfunds-reformator og profet Sweet Medicine modtog instrukser fra Skaberen om, hvordan stammen skulle organiseres og hvilke love, folket skulle leve efter.:Item 7 
Bear Butte er anerkendt som en State Park, hvor cheyenner har særlige rettigheder til at opholde sig.:90 

## Formationen Bear Butte
Den østlige del af Bear Butte hæver sig i en kegleform 360 meter over den omgivende, flade prærie, hvorefter højden aftager mod vest. Keglen, oprindeligt presset op fra undergrunden som flydende magma,:Item 7  består af porfyr.:Plate 4  De stejle sider er sparsomt bevokset med især fyrretræer, der også dominerer de fladere og mere frodige dele af toppen.

## Bear Buttes andre navne
Lakotaerne kalder højdedraget Mato Paho, der oversat til amerikansk betyder Bear Butte. Cheyennerne kender klippeformationen som Noahvose (ses stavet på forskellige måder). Navnet er dels oversat til ”Det hellige bjerg”:36  og dels til ”Bakken hvor folket modtog lærdom” (The hill where the people were taught).:Item 8, p. 2 

## Lakotaen Bushotter om Bear Butte
Sammen med andre børn bad Bushotter til klippeblokkene på Bear Butte, når de lå i lejr på stedet. Oppe på toppen placerede både piger og drenge stenstykker på fyrretræernes grene til minde om afdøde personer, som de græd for ved senere besøg på toppen.:449 

## Sweet Medicine på Bear Butte
Det var på Bear Butte, at Sweet Medicine gennem fire år blev vejledt om stammens unikke organisering med 44 høvdinge og fire krigerselskaber af universets skabende kræfter. Det var også her, han modtog de fire hellige pile, som sikrede stammens jægerne et rigt bytte og garanterede krigerne store sejre over deres fjender.:36 

## Stedets betydning for cheyennerne
Bear Butte betragtes som en naturlig helligdom af traditionelle cheyenner,:2  og de tog og tager fortsat på pilgrimsfærd til højdedraget; nogle næsten årligt. Her beder de for såvel slægtninge som for fremgang for stammen. Nogle får visioner under opholdet på klippen.:46  Traditionelt søgte flere cheyenner visioner midtvejs på stenkeglen på grund af de skabende kræfters nærvær netop ved Bear Butte.:89 
Stammens pilevogter udfører med mellemrum ceremonier tilknyttet de fire hellige pile på Bear Butte.:88  Cheyenner besøgte bl.a. stedet i 1945 og 1951 for at bede for afslutningen af først 2. Verdenskrig og dernæst krigen i Korea.:89  I august 1965 prøvede nogle cheyenner, bl.a. pilevogteren James Medicine Elk, at opnå viden om enden på USA's militære engagement i Vietnam.:90 

## De første hvide besøgende
Videnskabsmanden F. W. Hayden gik som en af de første hvide op til toppen af Bear Butte i marts 1855.:71  Løjtnant G. K. Warren udforskede området tæt på Bear Butte i sommeren 1857, da mange lakotaer havde samlet sig i en stor lejr ikke langt fra klippekeglen.:214  To år senere drog kaptajn Raynolds nord om højdedraget. Under udforskningen af Black Hills i 1874 vandrede geologen N. H. Winchell og kaptajn W. Ludlow op til toppen af Bear Butte den 15. august, mens Custer blev i lejren syd for højen.:2 